# Astrenis granum
Astrenis granum är en stekelart som beskrevs av Chiu 1987. Astrenis granum ingår i släktet Astrenis och familjen brokparasitsteklar. Inga underarter finns listade.